# 腐男子高校生活
『腐男子高校生活』（ふだんしこうこうせいかつ）は、みちのくアタミによる日本の4コマ漫画。一迅社『コミックZERO-SUM』のウェブコミック配信サイト『ゼロサムオンライン』にて2015年5月1日から2018年9月7日まで連載された。ボーイズラブ（BL）大好きな腐男子の主人公と周囲の人々の日常を描く。

## 登場人物
坂口 亮（さかぐち りょう）
声 - 羽多野渉
本作の主人公。通称「グッチ」、身長178センチメートル。あらゆるものをBLに見立ててしまうほどのBL好き。その発言に周囲は引いてしまっている。
中村 俊明（なかむら としあき）
声 - 野島健児
坂口の友人。ただしBLに興味はない。
白鳥 勇次郎（しらとり ゆうじろう）
声 - 鈴木達央
坂口の友人でオカマ。女子力が高い一方、ヤンキーを手なずけるほどのケンカの腕を持つ。料理部部長。
上田 アキラ（うえだ アキラ）
声 - 増田俊樹
白鳥の下僕。彼のためならばどんな事でもする。ただしホモではない。
台後（だいご）
声 - 西山宏太朗
坂口の隣のクラスの同級生でBL好き。
西原 ルミ（にしはら ルミ）
声 - 洲崎綾
一見は普通の女子高生だが、実は腐女子。ひょんなことから坂口とBL好き仲間として仲良くなる。
宮崎　圭一（みやざき　けいいち）
声 - 徳石勝大
だらしなくて甘えん坊な幼馴染の戸崎レイジのために料理部に入った。白鳥のお気に入り。
戸崎　レイジ（とざき　レイジ）
声 - 長谷徳人
圭一の幼馴染。妹・ゆかり

## 書誌情報
- みちのくアタミ『腐男子高校生活』一迅社〈ZERO-SUMコミックス〉、全5巻
  1. 2015年9月25日発売 ISBN 978-4-7580-3115-8
  2. 2016年4月25日発売 ISBN 978-4-7580-3179-0
  3. 2016年11月25日発売 ISBN 978-4-7580-3239-1
    - 特装版（ドラマCD付） 同日発売 ISBN 978-4-7580-3240-7

  4. 2017年9月25日発売 ISBN 978-4-7580-3314-5
  5. 2018年9月25日発売 ISBN 978-4-7580-3385-5

## テレビアニメ
2016年4月にテレビアニメ化が発表され、同年7月から9月まで5分枠の短編アニメとして放送された。放送前週には「腐男子高校生活放送直前！課外授業スペシャル」の題でキャスト出演の実写番組を放送。
10月14日に全12話を収録したBD・DVDが発売。

### スタッフ
- 原作 - みちのくアタミ
- 監督・絵コンテ・演出 - 所俊克
- キャラクターデザイン - 石田千夏
- シリーズ構成・脚本 - 藤本冴香
- 美術監督 - 椎野隆介、市倉敬
- 色彩設計 - いわみみか。
- 撮影監督 - さたせとしひろ
- 編集 - 金山慶成
- 音響監督 - 阿部信行
- 音楽制作 - bilibili
- 音響制作 - ダックスプロダクション
- 企画・プロデュース - 石塚治寿
- プロデューサー - 阿部寛子、堀江拓、安倍孝二、秋尾浩史、平田哲、岩村美和子、山崎明日香、平田実、渋谷慶長、出口雅史、宮本秀晃
- アニメーションプロデューサー - 石井仁
- アニメーション制作 - EMTスクエアード
- 制作プロダクション - ドリームクリエイション
- 製作 - 腐男子委員会

### 主題歌
「SEKAIはボーイミーツボーイ♂」
作詞 - mitsu / 作曲 - かませ虎 / 編曲 - 酒井拓也 / 歌 - 坂口亮（羽多野渉）

### 各話リスト
| 話数 | サブタイトル             | 作画監督 |
| ---- | ------------------------ | -------- |
| #1   | 腐男子高校生の日常       | 石田千夏 |
| #2   | 俺のクラスメイト         | 石田千夏 |
| #3   | そこかしこに腐女子はいる | 石田千夏 |
| #4   | はじめてのオタク友達     | 小林利充 |
| #5   | 難ありな後輩たち         | -        |
| #6   | オタクの夏               | -        |
| #7   | それぞれの楽しみ         | -        |
| #8   | 気になる女子             | -        |
| #9   | 変身（させたい）願望     | -        |
| #10  | 801の煩悩                | -        |
| #11  | 甘くないバレンタイン     | -        |
| #12  | オレをうごかすモノ       | -        |

### 放送局
| 放送期間                | 放送時間                     | 放送局     | 対象地域 | 備考                        |
| ----------------------- | ---------------------------- | ---------- | -------- | --------------------------- |
| 2016年7月5日 - 9月20日  | 火曜 22:55 - 23:00           | AT-X       | 日本全域 | 製作参加 / リピート放送あり |
| 2016年7月8日 - 9月23日  | 金曜 1:00 - 1:05（木曜深夜） | テレ玉     | 埼玉県   | 製作参加                    |
| 2016年7月9日 - 9月24日  | 土曜 1:30 - 1:35（金曜深夜） | KBS京都    | 京都府   |                             |
| 2016年7月11日 - 9月26日 | 月曜 2:30 - 2:35（日曜深夜） | tvk        | 神奈川県 |                             |
| 2016年7月12日 - 9月27日 | 火曜 2:30 - 2:35（月曜深夜） | サンテレビ | 兵庫県   |                             |

| 配信期間                | 配信時間        | 配信サイト                            |
| ----------------------- | --------------- | ------------------------------------- |
| 2016年7月12日 - 9月27日 | 火曜 12:00 更新 | U-NEXT ビデオマーケット dアニメストア |
|                         | 火曜 21:00 更新 | ニコニコチャンネル バンダイチャンネル |

### ラジオ
『ラジオ 腐男子高校生活「腐人類みな兄弟!!」』のタイトルで7月3日から9月25日まで毎週日曜2時 - 2時30分（土曜深夜）にラジオ関西のアニたまどっとコムで放送された。パーソナリティは羽多野渉（坂口亮 役）、洲崎綾（西原ルミ 役）。